# Segunda batalla de Mariúpol (2014)
La segunda batalla de Mariúpol fue un enfrentamiento que se desarrolló entre fines de agosto, hasta principios de septiembre de 2014, las tropas separatistas prorrusas y respaldadas por Rusia que apoyaban a la República Popular de Donetsk (RPD) avanzaron hacia la ciudad portuaria ucraniana de Mariúpol, controlada por el gobierno, en el sur de la óblast de Donetsk, Ucrania. Esto siguió a una amplia ofensiva de las fuerzas aliadas separatistas, que condujo a la captura de Novoazovsk al este. Los combates llegaron a las afueras de Mariúpol el 6 de septiembre.

## Eventos

### Avance separatista
Se informó que una columna de tanques y vehículos militares prorrusos cruzaron a Ucrania el 25 de agosto cerca de Novoazovsk, ubicado en el mar de Azov, en dirección a Mariúpol, controlada por Ucrania, en un área que no había visto presencia separatista durante semanas. La investigación de Bellingcat reveló algunos detalles de esta operación. Algunos de los tanques llevaban las distintas marcas de transporte ferroviario ruso. Las fuerzas prorrusas capturaron la ciudad de Novoazovsk y los soldados separatistas comenzaron a arrestar y deportar a lugares desconocidos a todos los ucranianos que no tenían una dirección registrada dentro de la ciudad. Las protestas proucranianas contra la guerra tuvieron lugar en Mariúpol, que fue amenazada por las tropas de la RP de Donetsk. El Consejo de Seguridad de la ONU convocó una reunión de emergencia para discutir la situación. Los soldados ucranianos que abandonaron Novoazovsk se retiraron a Mariúpol. Muchos ciudadanos abandonaron Mariúpol por temor a un ataque.
El 4 de septiembre, las fuerzas ucranianas se enfrentaron a las tropas enemigas, que venían del pueblo de Bezimenne, entre los pueblos de Shyrókyne y Berdyanske. Un tanque separatista y un camión fueron destruidos, mientras que otro camión separatista quedó abandonado.
El 5 de septiembre, los enfrentamientos se desarrollaron principalmente en la aldea de Shyrókyne, mientras que nuevamente se produjeron enfrentamientos en Bezimenne. Los enfrentamientos de los dos días anteriores habían dejado siete civiles muertos. Además, el batallón Azov comenzó a entrenar a los ciudadanos de Mariúpol en defensa propia y a organizar milicias populares para defender la ciudad. Aproximadamente una docena de APC del ejército ucraniano llegaron con hombres y municiones para ayudar a los batallones de defensa a defender la ciudad. Se informó de más intensos combates en Mariúpol a pesar del acuerdo de alto el fuego. Las fuerzas ucranianas bombardearon posiciones de la RP de Donetsk cerca de Mariúpol y afirmaron haber repelido un ataque. Las fuerzas separatistas afirmaron que entraron en Mariúpol, lo que Ucrania negó.

### Luchando en las afueras
El 5 de septiembre, siete tanques T-64 del ejército ucraniano supuestamente se enfrentaron en batalla a 30 tanques, supuestamente T-80 de origen ruso. Los ucranianos repelieron el ataque pero perdieron cuatro tanques y se retiraron con los tres restantes al puesto de control del Ejército en las afueras de Mariúpol. El comandante de la brigada de tanques ucranianos se encontraba en estado post-shock, pero los tres tanques sobrevivientes fueron recargados con municiones para que pudieran regresar al campo de batalla.
El 7 de septiembre, el fuego de artillería de la RPD destruyó un camión militar ucraniano en un puesto de control en las afueras de la ciudad. Un civil también murió en el bombardeo. El Batallón Azov también capturó un tanque cerca de Mariúpol, mientras que la tripulación escapó. El mismo día, se confirmó que las fuerzas de la RP de Donetsk habían capturado a Shyrókyne.
El 8 de septiembre, el presidente de Ucrania, Petró Poroshenko, visitó Mariúpol y les dijo a los trabajadores del acero que las fuerzas ucranianas habían asegurado la ciudad con tanques, obuses, cañones antitanque y otras armas en caso de que los separatistas violaran el alto el fuego. También prometió una "derrota aplastante" de los separatistas si avanzaban hacia la ciudad.

## Secuelas
El 23 de octubre de 2014, el primer ministro de la RP de Donetsk, Aleksandr Zajárchenko, prometió recuperar las ciudades que había perdido y afirmó: "Seguirán períodos de intensas hostilidades. Retomaremos Sloviansk, Kramatorsk y Mariúpol. Desafortunadamente, fue imposible lograr un acuerdo pacífico". Foco de las negociaciones. Somos los únicos que cumplimos con el régimen del silencio”.
El 29 de octubre de 2014, las autoridades de la ciudad de Mariúpol dijeron que las posiciones ucranianas en la aldea de Talakivka fueron atacadas con Grad y cohetes de las fuerzas de la RP de Donetsk.